# 男性着装，女性裸体
男性着装，女性裸体（英语：Clothed male, naked female），即男性穿衣时附近有女性裸体，是一种色情流派，在互联网上有时简称CMNF，可能涉及性和无性色情场景。该流派可能涉及到男性主导、女性顺从、露阴癖和色情娱乐。

## 反对
片面的女性裸露图片引发批评，包括一些女性主义批评家认为，这些图像除了引起她们反感，还会助长物化女性，通过别人心中产生性快感而导致社会减少女性的价值和作用。凯瑟琳·巴里（Kathleen Barry）认为，这些图像強化了女性的性奴役，促进男性主导的心理基础。